# Доран
Дора́н (фр. Dorengt) — коммуна во Франции, находится в регионе Пикардия. Департамент коммуны — Эна. Входит в состав кантона Гюиз. Округ коммуны — Вервен.
Код INSEE коммуны — 02269.

## Население
Население коммуны на 2010 год составляло 157 человек.
| 1962 | 1968 | 1975 | 1982 | 1990 | 1999 | 2010 |
| ---- | ---- | ---- | ---- | ---- | ---- | ---- |
| 280  | 230  | 202  | 183  | 171  | 142  | 157  |

## Экономика
В 2010 году среди 97 человек трудоспособного возраста (15—64 лет) 73 были экономически активными, 24 — неактивными (показатель активности — 75,3 %, в 1999 году было 73,7 %). Из 73 активных жителей работали 70 человек (40 мужчин и 30 женщин), безработных было 3 (2 мужчин и 1 женщина). Среди 24 неактивных 5 человек были учениками или студентами, 12 — пенсионерами, 7 были неактивными по другим причинам.